# Ectecephala unicolor
Ectecephala unicolor är en tvåvingeart som först beskrevs av Friedrich Hermann Loew 1863.  Ectecephala unicolor ingår i släktet Ectecephala och familjen fritflugor. Inga underarter finns listade i Catalogue of Life.